# Abdul Munim Wassel
Pour les articles homonymes, voir Wassel.
 (octobre 2015).
Si vous disposez d'ouvrages ou d'articles de référence ou si vous connaissez des sites web de qualité traitant du thème abordé ici, merci de compléter l'article en donnant les références utiles à sa vérifiabilité et en les liant à la section « Notes et références ».
Le major-général Abdul Munim Wassel (né le 30 décembre 1927 et mort le 17 mai 2002) était le commandant de la troisième armées égyptiennes au cours de la Guerre du Kippour.